# Màquina de Marly

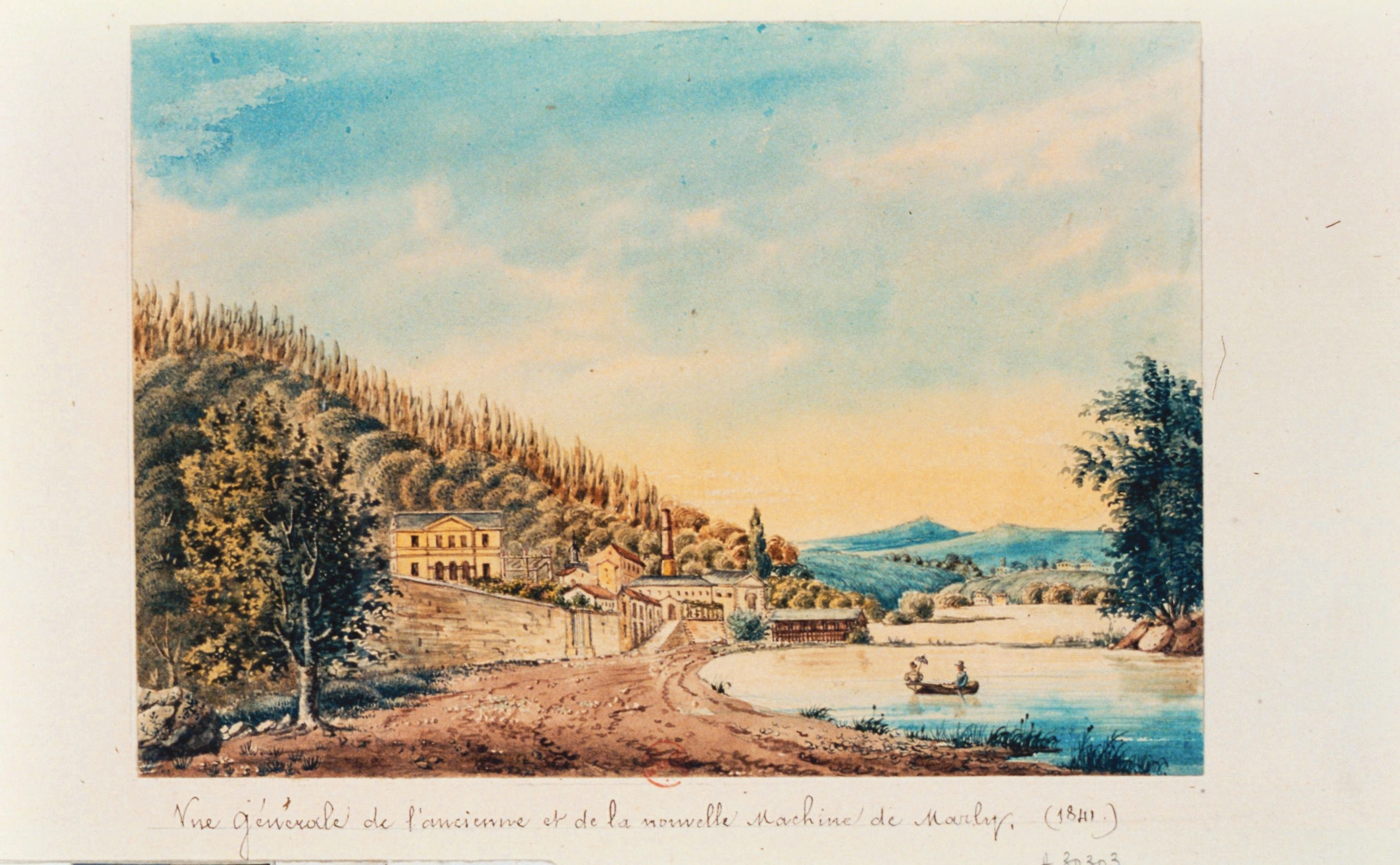
La Màquina de Marly. Bougival

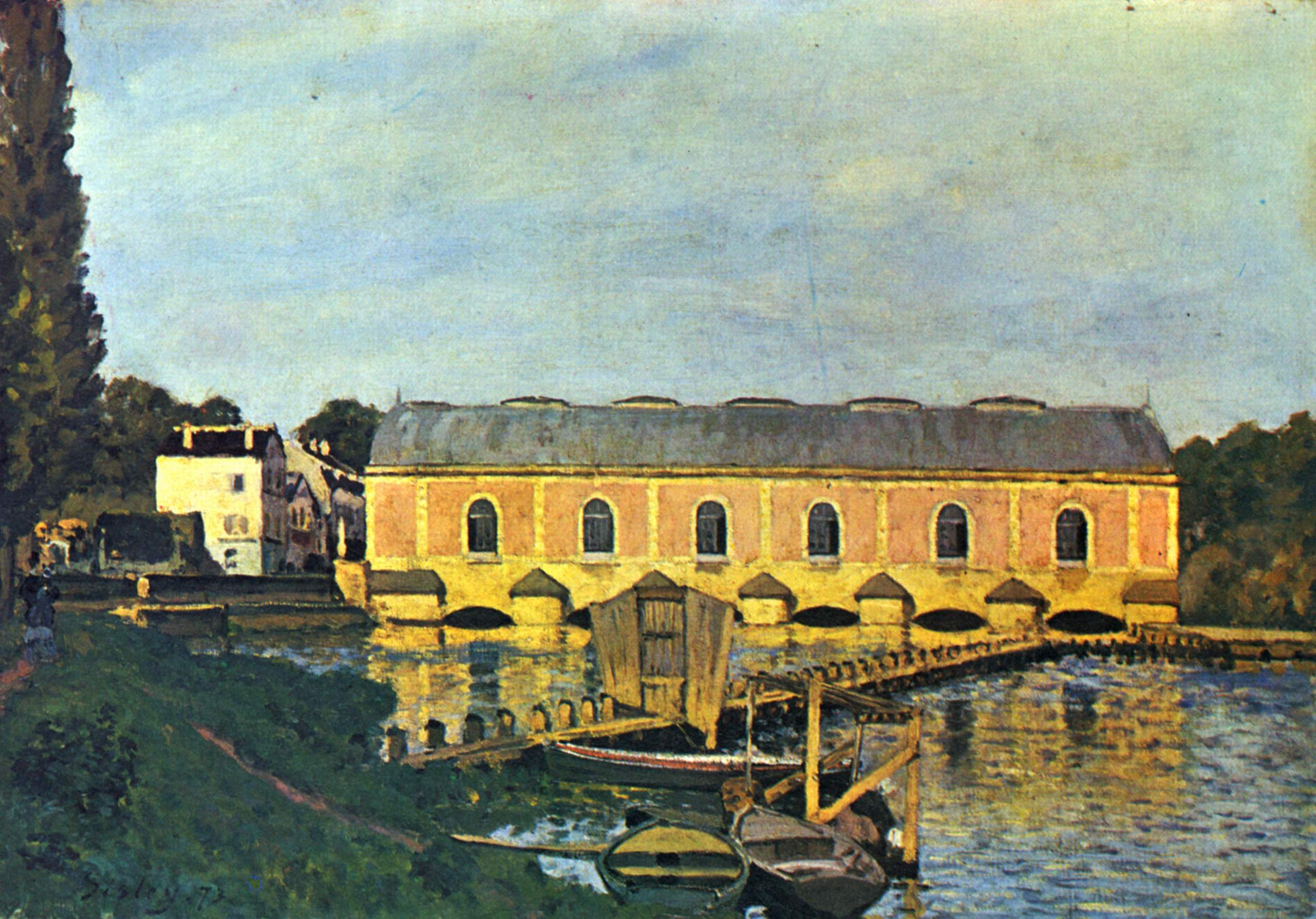
La Màquina de Marly per Alfred Sisley

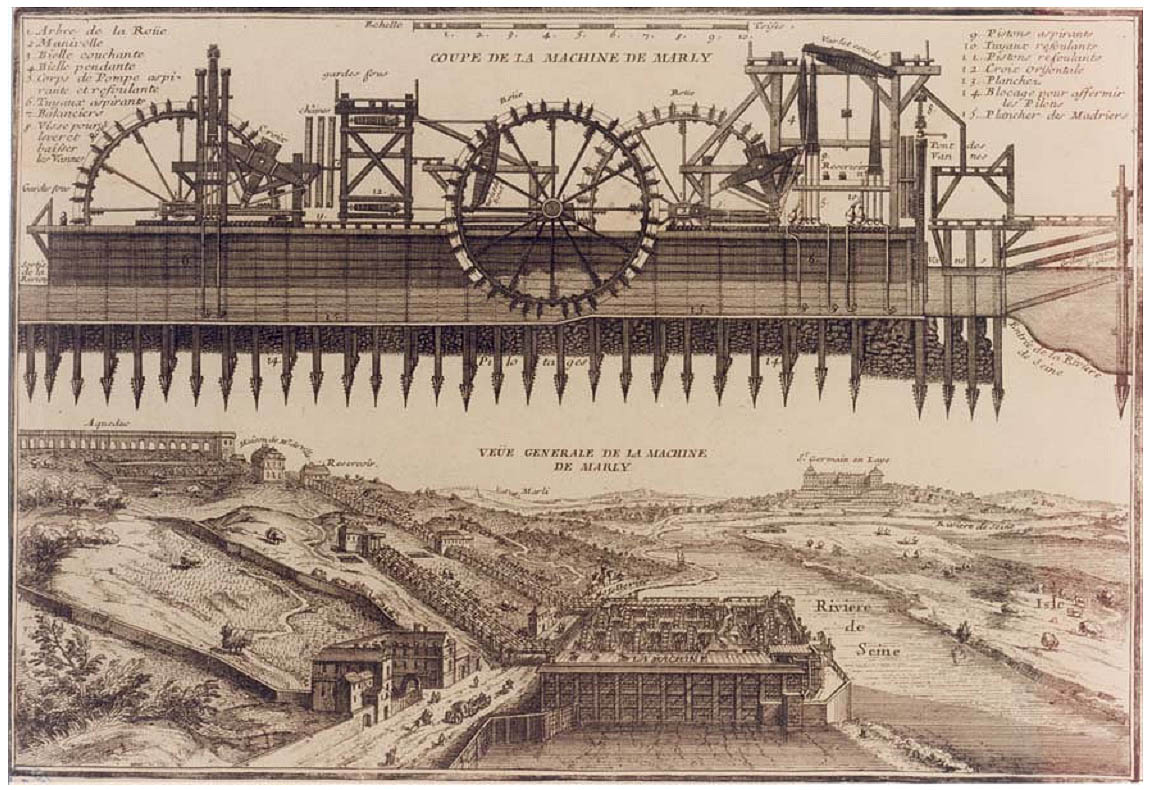
La Màquina de Marly

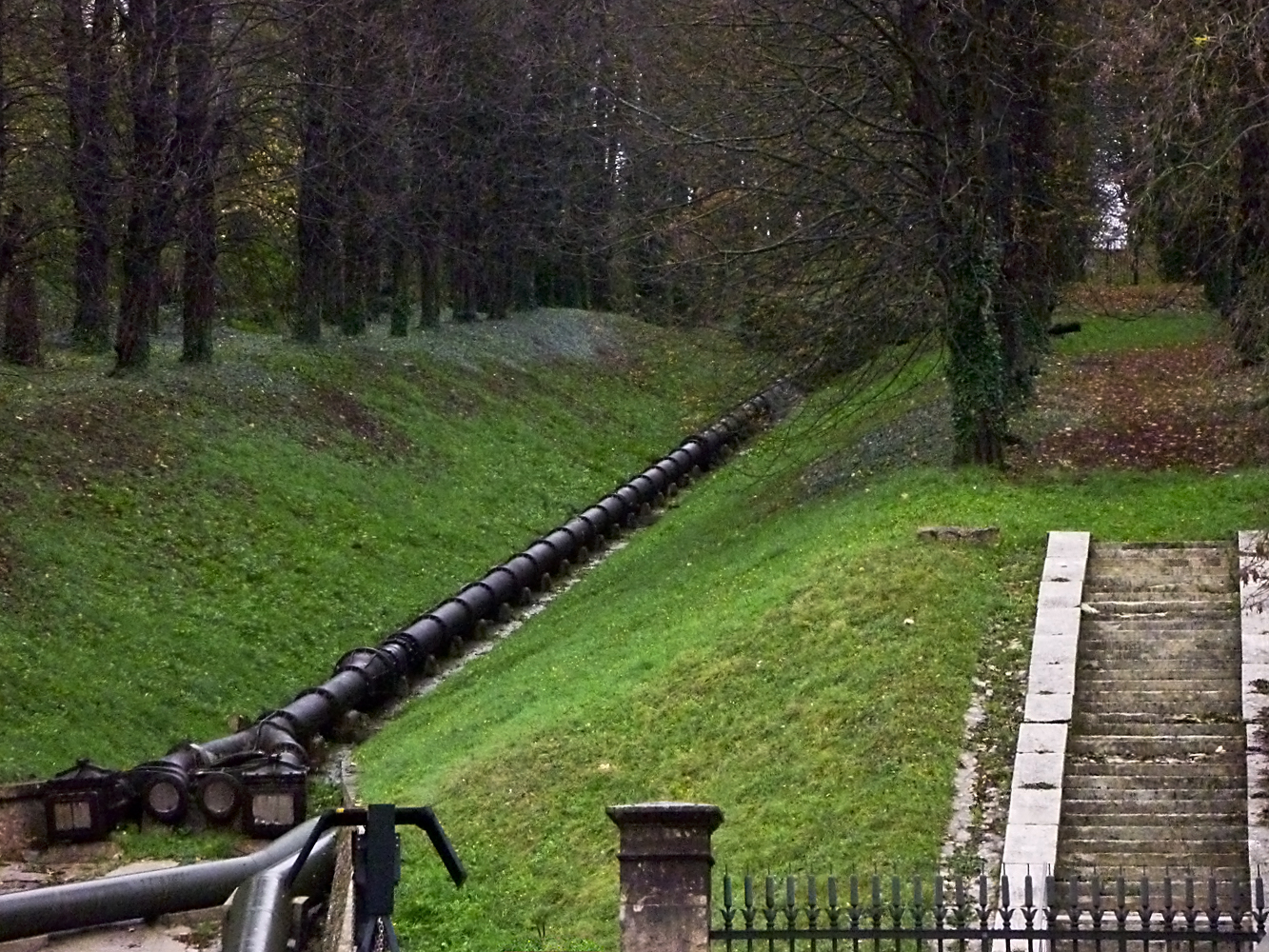
Canalització de la màquina

La màquina de Marly (situada, de fet, a Bougival) va ser la primera baula d'una sèrie d'instal·lacions ideades per portar l'aigua del Sena fins a Versalles per tal d'alimentar la gran quantitat de fonts i estanys del parc del Palau de Versalles.
La instal·lació, concebuda per Rennequin Sualem de Lieja, comprenia 14 rodes hidràuliques de 12 metres de diàmetre instal·lades al Sena. Aquestes rodes accionaven 221 bombes aspiradores i expulsores: 64 a baix de tot, 30 i 49 en el primer turó, 78 en el segon, totes funcionant a l'uníson per equilibrar l'energia de les 14 rodes del Sena. Les obres van començar el 1681 i es van acabar el 1684. La màquina va ser inaugurada per Lluís XIV de França el 13 de juny de 1684.